# Championnat de Tunisie de football
Het Championnat de Tunisie de football (Tunesisch voetbalkampioenschap), ook wel Ligue 1 genoemd, is de hoogste voetbalklasse in Tunesië. Hierin spelen zestien teams in de hoogste klasse die elkaar twee keer per competitie bestrijden.

## Kampioenen voor de Tunesische onafhankelijkheid (1922-1955)
| - 1921/22 : Racing Club Tunis - 1922/23 : Stade Gaulois Tunis - 1923/24 : Stade Gaulois Tunis - 1924/25 : Racing Club Tunis - 1925/26 : Sporting Club Tunis - 1926/27 : Stade Gaulois Tunis - 1927/28 : Sporting Club Tunis - 1928/29 : Avant Garde Tunis - 1929/30 : US Tunisienne - 1930/31 : US Tunisienne - 1931/32 : Italia Tunis - 1932/33 : US Tunisienne - 1933/34 : Sfax Railway Sports - 1934/35 : Italia Tunis - 1935/36 : Italia Tunis - 1936/37 : Italia Tunis - 1937/38 : Savoia de La Goulette |  | - 1938/39 : CS Gabésien - 1939/40 : Geen competitie - 1940/41 : Geen competitie - 1941/42 : Espérance Sportive de Tunis - 1942/43 : Geen competitie - 1943/44 : Geen competitie - 1944/45 : Club Athlétique Bizertin - 1945/46 : Club Athlétique Bizertin - 1946/47 : Club Africain Tunis - 1947/48 : Club Africain Tunis - 1948/49 : Club Athlétique Bizertin - 1949/50 : Étoile Sportive du Sahel - 1950/51 : Club Sportif de Hammam-Lif - 1951/52 : Geen competitie - 1952/53 : Sfax Railway Sports - 1953/54 : Club Sportif de Hammam-Lif - 1954/55 : Club Sportif de Hammam-Lif |

## Kampioenen na de Tunesische onafhankelijkheid (vanaf 1956)
| - 1955/56 : Club Sportif de Hammam-Lif - 1956/57 : Stade Tunisien - 1957/58 : Étoile Sportive du Sahel - 1958/59 : Espérance Sportive de Tunis - 1959/60 : Espérance Sportive de Tunis - 1960/61 : Stade Tunisien - 1961/62 : Stade Tunisien - 1962/63 : Étoile Sportive du Sahel - 1963/64 : Club Africain Tunis - 1964/65 : Stade Tunisien - 1965/66 : Étoile Sportive du Sahel - 1966/67 : Club Africain Tunis - 1967/68 : Sfax Railway Sports - 1968/69 : Club Sportif Sfaxien - 1969/70 : Espérance Sportive de Tunis - 1970/71 : Club Sportif Sfaxien - 1971/72 : Étoile Sportive du Sahel - 1972/73 : Club Africain Tunis - 1973/74 : Club Africain Tunis - 1974/75 : Espérance Sportive de Tunis - 1975/76 : Espérance Sportive de Tunis - 1976/77 : Jeunesse Sportive Kairouanaise - 1977/78 : Club Sportif Sfaxien - 1978/79 : Club Africain Tunis - 1979/80 : Club Africain Tunis - 1980/81 : Club Sportif Sfaxien - 1981/82 : Espérance Sportive de Tunis - 1982/83 : Club Sportif Sfaxien - 1983/84 : Club Athlétique Bizertin - 1984/85 : Espérance Sportive de Tunis - 1985/86 : Étoile Sportive du Sahel - 1986/87 : Étoile Sportive du Sahel - 1987/88 : Espérance Sportive de Tunis - 1988/89 : Espérance Sportive de Tunis - 1989/90 : Club Africain Tunis - 1990/91 : Espérance Sportive de Tunis - 1991/92 : Club Africain Tunis - 1992/93 : Espérance Sportive de Tunis - 1993/94 : Espérance Sportive de Tunis |  | - 1994/95 : Club Sportif Sfaxien - 1995/96 : Club Africain Tunis - 1996/97 : Étoile Sportive du Sahel - 1997/98 : Espérance Sportive de Tunis - 1998/99 : Espérance Sportive de Tunis - 1999/00 : Espérance Sportive de Tunis - 2000/01 : Espérance Sportive de Tunis - 2001/02 : Espérance Sportive de Tunis - 2002/03 : Espérance Sportive de Tunis - 2003/04 : Espérance Sportive de Tunis - 2004/05 : Club Sportif Sfaxien - 2005/06 : Espérance Sportive de Tunis - 2006/07 : Étoile Sportive du Sahel - 2007/08 : Club Africain - 2008/09 : Espérance Sportive de Tunis - 2009/10 : Espérance Sportive de Tunis - 2010/11 : Espérance Sportive de Tunis - 2011/12 : Espérance Sportive de Tunis - 2012/13 : Club Sportif Sfaxien - 2013/14 : Espérance Sportive de Tunis - 2014/15 : Club Africain - 2015/16: Étoile Sportive du Sahel - 2016/17 : Espérance Sportive de Tunis - 2017/18 : Espérance Sportive de Tunis - 2018/19 : Espérance Sportive de Tunis - 2019/20 : Espérance Sportive de Tunis - 2020/21 : Espérance Sportive de Tunis - 2021/22 : Espérance Sportive de Tunis - 2022/23: Étoile Sportive du Sahel - 2023/24 : Espérance Sportive de Tunis |

## Landskampioenen (1922-2024)
| Club                           | Titels |
| ------------------------------ | ------ |
| Espérance Tunis                | 33     |
| Club Africain                  | 13     |
| Étoile Sahel                   | 11     |
| Club Sportif Sfaxien           | 8      |
| Stade Tunisien                 | 4      |
| CA Bizertin                    | 4      |
| Club Sportif de Hammam-Lif     | 4      |
| Italia Tunis                   | 4      |
| Sfax Railway Sports            | 3      |
| US Tunisienne                  | 3      |
| Stade Gaulois Tunis            | 3      |
| Racing Club Tunis              | 2      |
| Sporting Club Tunis            | 2      |
| Jeunesse Sportive Kairouanaise | 1      |
| Savoia de La Goulette          | 1      |
| CS Gabésien                    | 1      |
| Avant Garde Tunis              | 1      |

AS Gabès · AS Soliman · Club Africain · CA Bizertin · CS Sfaxien · ES Gafsa · Espérance Tunis · Espérance Zarzis · ES Métlaoui · Étoile Sahel · JS El Omrane · Olympique Béja · Stade Tunisien · US Ben Guerdane · US Monastir · US Tataouine